# Teró d'Acragant
Teró (en grec antic: Θήρων, llatí: Theron), fill d'Enesidem, fou un tirà d'Acragant a partir de l'any 488 aC.
Era descendent d'una de les principals famílies d'Acragant, que segons Píndar havien trobat el seu origen en el mític Cadme, però els seus ascendents més propers eren rodis que havien participat en la fundació de Gela. El seu avi Telèmac es va destacar com un dels dirigents de la revolució que va enderrocar al tirà Fàlaris.
Teró tenia un alt càrrec a Acragant, però la forma en la qual va aconseguir la tirania no es coneix amb seguretat. Poliè diu que la ciutat li va encarregar la construcció d'uns edificis públics i que va utilitzar els diners per contractat un cos de mercenaris amb els quals va assolir el poder. Va pujar a la tirania el 488 aC i la va conservar fins a la seva mort, segons Diodor de Sicília. Probablement a l'inici del seu govern els seus parents Capis i Hipòcrates van intentar enderrocar-lo, cosa que no va ser possible per la derrota dels seus aliats cartaginesos. Torna a aparèixer mencionat l'any 482 aC quan va expulsar a Teril·le del poder a Hímera, que va incorporar als seus dominis, segons diu Heròdot. Era aliat de Geló I de Siracusa i Gela, a qui va donar a la seva filla Demareta en matrimoni.
Teró i Geló es van enfrontar als cartaginesos que dirigits per Hamílcar van desembarcar a l'illa amb una gran flota l'any 480 aC amb la intenció de restaurar a Teril·le. Teró quan va veure el formidable exèrcit cartaginès, es va tancar darrere les muralles d'Hímera i va demanar ajut a Geló. En la victòria que va seguir la part principal va correspondre a Geló, però Teró en va ser el més beneficiat, ja que a més de conservar el govern d'Hímera va rebre la part més important de presoners, que va utilitzar en les obres públiques d'Acragant, i botí, amb el qual es pagaven les obres. Acragant va arribar llavors a una esplendor i magnificència sense precedents.
La seva aliança amb Siracusa va romandre inalterada fins a la mort de Geló el 478 aC, però es va produir el trencament amb el seu germà Hieró I, enfrontat a l'altre germà Polizel de Siracusa que estava casat amb Demareta, la filla de Teró i vídua de Geló (i el mateix Teró estava casat probablement amb una filla de Polizel). Quan Polizel va ser desterrat de Siracusa es va refugiar a la cort de Teró que va aixecar un exèrcit amb el propòsit de restaurar a Polizel en els seus honors; finalment la diplomàcia va impedir l'esclat de la guerra i segons Timeu, amb la mediació del poeta Simònides de Ceos es va acordar que una germana de Teró es casaria amb Hieró. Diodor de Sicília al contrari diu que els ciutadans d'Hímera s'havien cansat del govern de Trasideu, fill de Teró, i van demanar ajut a Hieró; aquest va fer conèixer aquella petició a Teró, que es va veure obligat a abandonar la causa de Polizel per salvar Hímera.
Probablement els fets de Diodor corresponen a fets reals i no incompatibles amb els de Timeu: Teró va establir sòlidament el seu poder a Hímera eliminant als desafectes molts dels quals van ser executats i altres desterrats; la ciutat es va repoblar principalment amb emigrants doris.
Va regnar sense oposició fins a la seva mort el 472 aC. El seu govern és considerat en general just excepte pels fets d'Hímera. Durant el seu regnat es van construir edificis i es van fer nombroses obres públiques a Acragant. Va protegir els poetes i artistes. Va obtenir algunes victòries als jocs olímpics que Píndar, que havia estat a la seva cort, va immortalitzar. A la vora d'Acragant hom li va erigir un monument on se li tributaven honors d'heroi.